# Carl Beck (Mediziner, 1856)

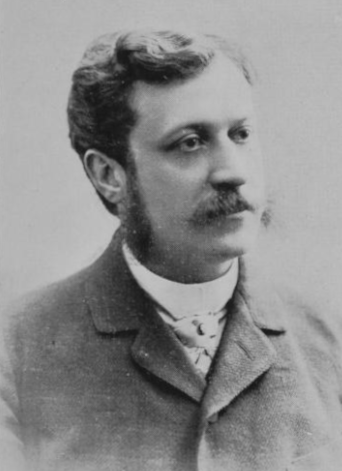

Carl Beck (* 4. April 1856 in Neckargemünd; † 9. Juni 1911 in Pelham Heights, N.Y.) war ein deutsch-amerikanischer Mediziner mit dem Schwerpunkt Chirurgie.

## Leben
Carl Beck studierte Medizin zunächst an der Universität Heidelberg, anschließend an der Universität Berlin und schließlich an der Universität Jena, wo er 1879 zum Dr. med. promovierte. Anschließend praktizierte er bis 1882 in seiner Geburtsstadt Neckargemünd. Danach verließ er Deutschland und spezialisierte sich mit großem Erfolg als Chirurg in New Yorker Kliniken (der Deutschen Poliklinik, dem West Side German Dispensary und vor allem im St. Marks Hospital, dessen Präsident er 25 Jahre lang war); zudem war er beratender Chirurg für die Hebrew Children’s Guardian Society und deren Waisenhaus. Er war schließlich 20 Jahre lang Professor für Chirurgie an der 1882 gegründeten New York Post-Graduate Medical School.

## Verdienste
Carl Beck spezialisierte sich auf Brust- und Magenchirurgie, besonders bei der Behandlung von Frakturen. Er war Pionier bei der Röntgendarstellung von Gallensteinen und entwarf 1895 eine aseptische Gestaltung von Operationssälen. 1905 bildete er eine dauerhafte Magenfistel aus der großen Magenkurvatur, die nach ihm benannt wurde. Außer medizinischen Publikationen verfasste er auch eine Novelle und zwei andere nichtmedizinische Texte. Becks Geburtsstadt Neckargemünd hat eine Straße nach ihm im Wohngebiet Hollmuth benannt.

## Weblink
- Who named it? - Carl Beck (engl.)

| Personendaten    | Personendaten                                                  |
| ---------------- | -------------------------------------------------------------- |
| NAME             | Beck, Carl                                                     |
| KURZBESCHREIBUNG | deutsch-amerikanischer Mediziner mit dem Schwerpunkt Chirurgie |
| GEBURTSDATUM     | 4. April 1856                                                  |
| GEBURTSORT       | Neckargemünd                                                   |
| STERBEDATUM      | 9. Juni 1911                                                   |
| STERBEORT        | Pelham Heights, N.Y.                                           |